# آرگایل
آرگایل (به انگلیسی: Argyll؛ تلفظ: ‎/ɑːrˈɡaɪl/‎) یک منطقهٔ مسکونی در بریتانیا است که در اسکاتلند واقع شده‌است.